# Vohibinany (distrikt)
Vohibinany eller Brickaville är ett distrikt i Madagaskar.   Det ligger i regionen Atsinananaregionen, i den centrala delen av landet, 140 km öster om huvudstaden Antananarivo.